# Paraherwenemef

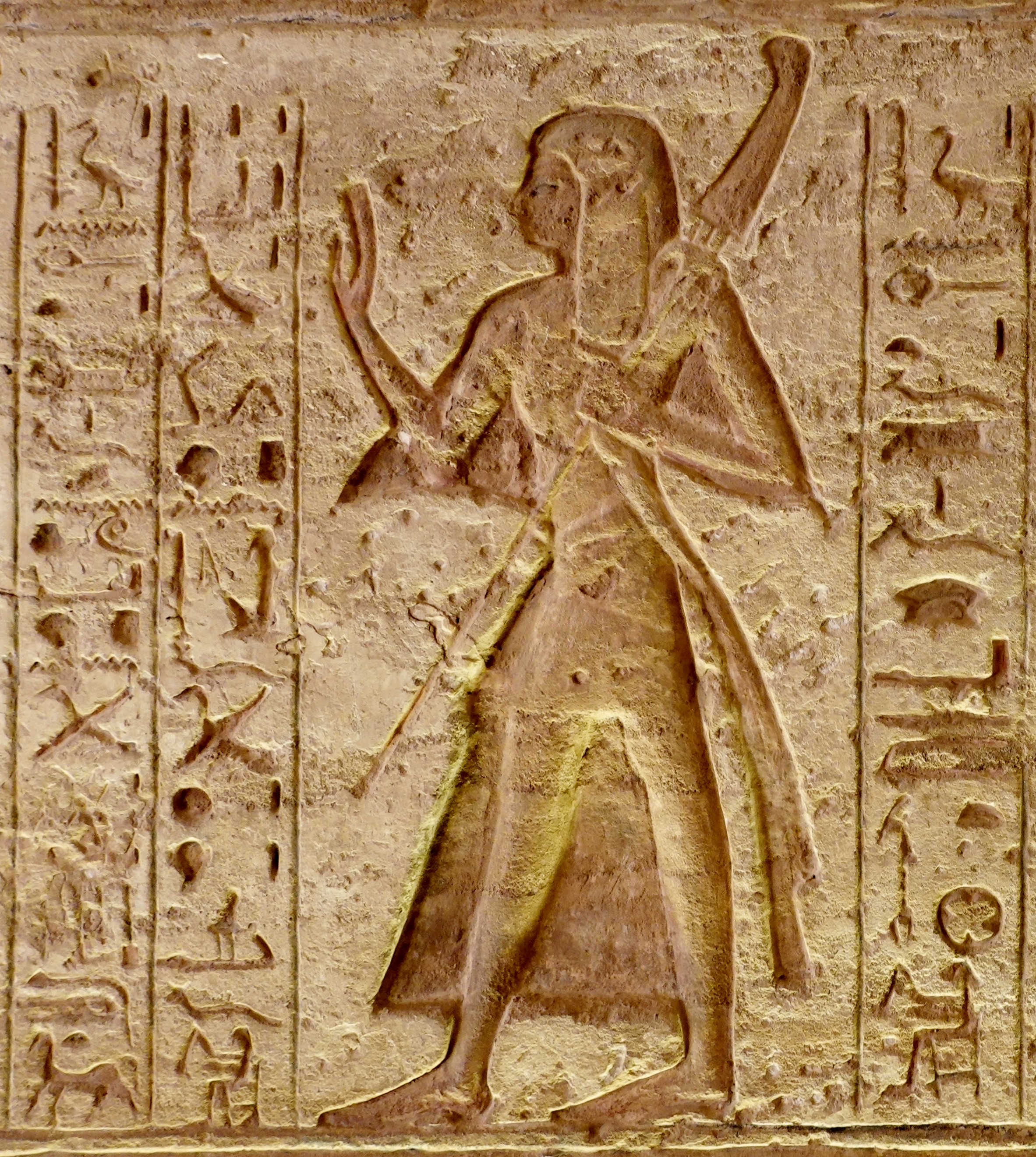
Paraherwenemef in der Prinzenprozession im großen Tempel von Abu Simbel

Paraherwenemef (auch Pa-ra-her-wenem-ef) war ein Sohn des altägyptischen Königs (Pharao) Ramses II. und seiner Großen königlichen Gemahlin Nefertari. Er war der zweite Sohn aus dieser Verbindung und der dritte Sohn des Herrschers. Er ist von einer Statue bekannt und wird in Schlachtenreliefs des Herrschers sowie in Listen der Kinder des Herrschers dargestellt. Demnach durchlief er eine militärische Karriere und war „Befehlshaber der Truppen des Königs“ und später „Generalinspekteur der Armee“ sowie „Oberbefehlshaber der Armee“. Obwohl sein älterer Bruder Amunherchepeschef wahrscheinlich kurz nach dem 25. Regierungsjahr von Ramses II. starb, war Paraherwenemef nie Kronprinz, da der nächstältere Sohn, Ramses bis zum 50. Regierungsjahr Ramses' II. lebte und Paraherwenemef offensichtlich vorher starb.